# Lamyra yaeyamana
Lamyra yaeyamana är en tvåvingeart som beskrevs av Haupt och Azuma 1998. Lamyra yaeyamana ingår i släktet Lamyra och familjen rovflugor. Inga underarter finns listade i Catalogue of Life.